# Jarosław Mucha
Jarosław Mucha (ur. 25 maja 1997 w Jaśle) – polski siatkarz, grający na pozycji środkowego.
Jego starszy brat Konrad, również jest siatkarzem.

## Sukcesy klubowe
I liga:
- 2016, 2019

## Sukcesy reprezentacyjne
Mistrzostwa Świata Juniorów:
- 2017[2][3]